# 甲府市立甲府商業高等学校

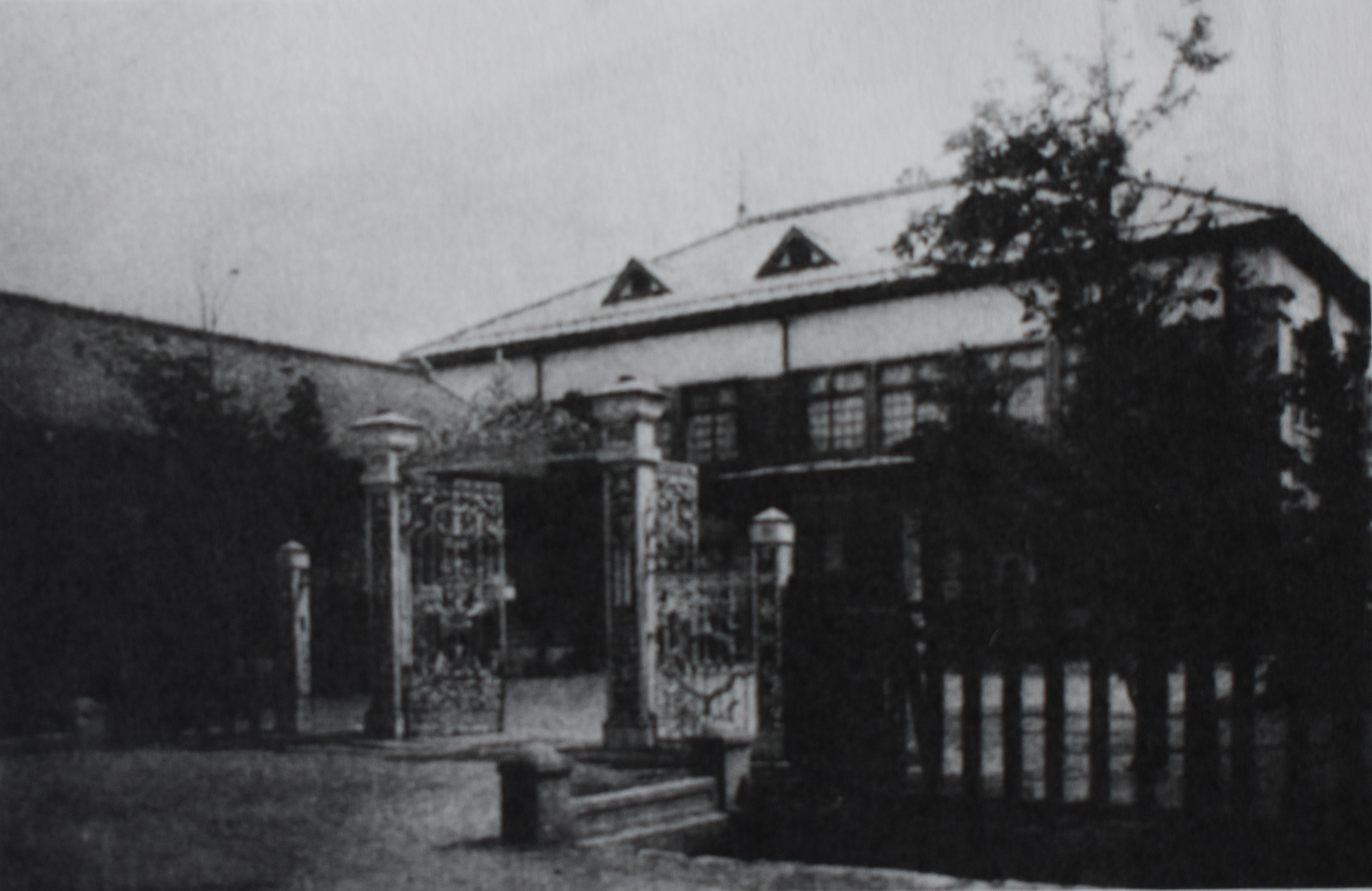
大正中期の「甲府商業学校」

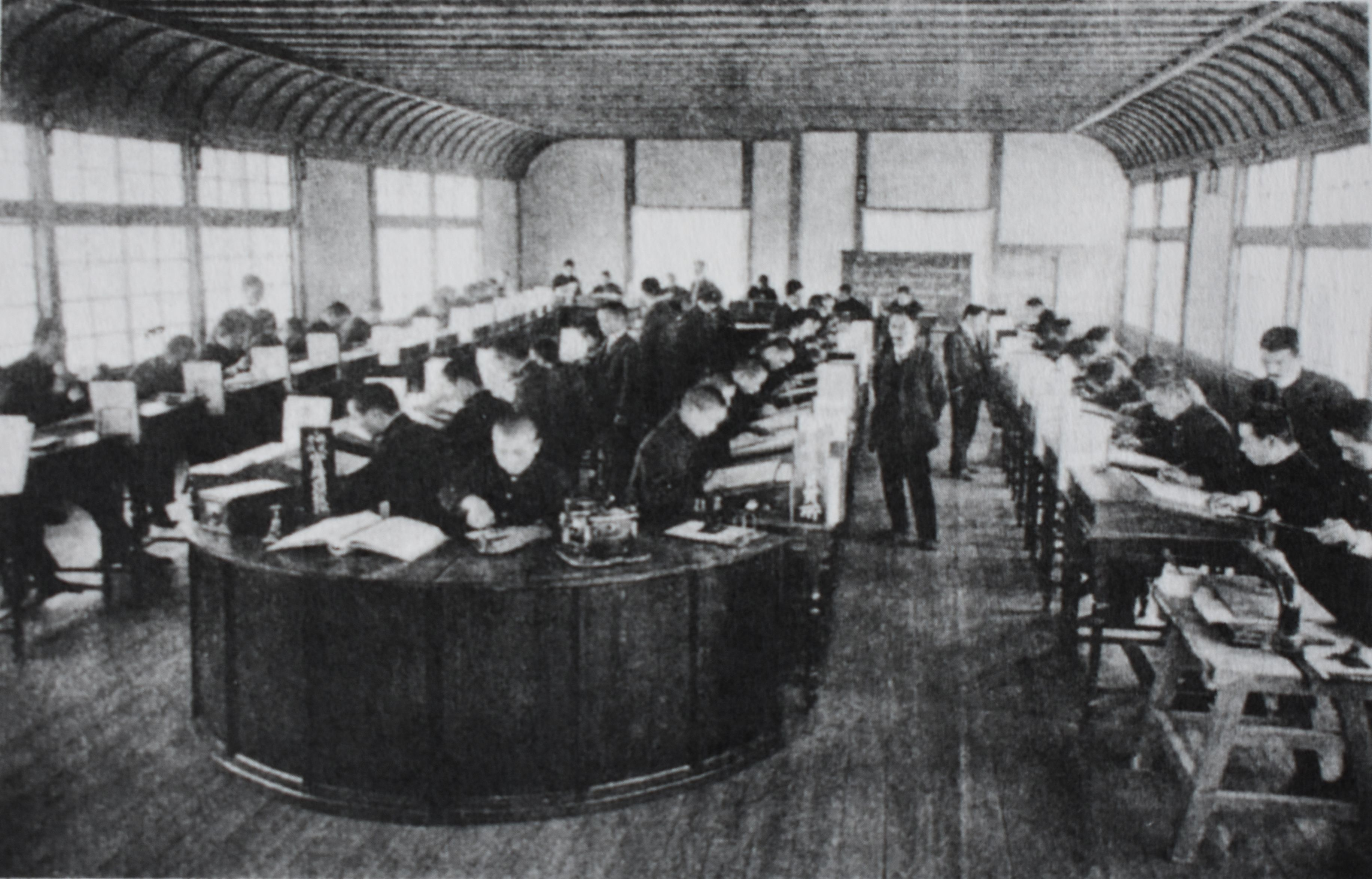
明治40年代の「甲府商業学校」

甲府市立甲府商業高等学校 （こうふしりつ こうふしょうぎょうこうとうがっこう）は、山梨県甲府市に所在する市立の商業高等学校。

## 設置学科
- 商業科
- 情報処理科

## 概要
山梨県の伝統校で、地元では甲商（こうしょう）または単に商業と略称される。
甲府市の市立高校で、唯一県立学校と同条件（同一日程、同一検査）で入学者選考を実施する。
1901年（明治34年）、甲府尋常高等小学校相生教場内に市立甲府商業学校として開校。翌年には新校舎のある甲府市東青沼（現在の青沼地区）へ移転する。1940年には第二商業学校が併置され、戦中は医学専門学校として県へ移管される。終戦後の1948年に新制商業高校となり、1951年には男女共学全日制高校となったことから、第二商業学校は定時制へ移行した。1977年（昭和52年）に現在地である甲府市南部の上今井町へ移転し、跡地である青沼地区の敷地には甲府市総合市民会館が建設された。
スポーツ各部ともに、県下では強豪である。特に、剣道部男女・バドミントン部男女・ソフトテニス部女子はインターハイの常連である。2007年夏には、硬式野球部が44年ぶり3度目の第89回夏の甲子園出場を果たした。

## 部活動
アマチュア無線呼出符号JE1ZMLが存在した。

## 主な卒業生

### 政治家
- 堀内恒夫 - 元自由民主党参議院議員

### プロ野球選手
- 相川賢一 - 元プロ野球選手
- 市川治彦 - 元プロ野球選手
- 大石正彦 - 元プロ野球選手
- 橋本勝磨 - 1958全国高等学校野球選手権大会出場、大洋ホエールズ
- 中沢信一 - 1958夏同上、大洋ホエールズ
- 雨宮捷年 - 1963夏同上[3]、近鉄バファローズ
- 大石勝彦 - 1963夏同上、大洋ホエールズ
- 若林憲一 - 大洋ホエールズ
- 古賀英雄 - 明大-日本鋼管-ロッテオリオンズ
- 名取和彦 - 明大-日産自動車-南海ホークス
- 依田栄二 - 近鉄バファローズ－オリックス

### その他
- 菊島隆三 - 脚本家
- 倉金章介 - 漫画家
- 岡田晟 - 漫画家
- 高森奈津美 - 声優
- 矢吹健 - 歌手
- 内藤香菜子 - バレーボール選手、武富士バンブー－NEC所属
- 秋山真男 -　バドミントン選手
- 深澤里沙 - 女子サッカー選手
- 大木金次郎 - 青山学院大学学長

## 交通
- JR身延線甲斐住吉駅より徒歩20分
- JR甲府駅、JR甲斐住吉駅より70系統小瀬スポーツ公園行きに乗車、甲府商業高校下車
  - ただし、学校前は路線バスの本数が少ないので、南甲府警察署や山城小学校バス停で乗り降りする生徒もいる。